# Scopula mendax
Scopula mendax är en fjärilsart som beskrevs av Claude Herbulot 1954. Scopula mendax ingår i släktet Scopula och familjen mätare. Inga underarter finns listade.